# HMS Orion (A201)
La HMS Orion (A201) è una nave SIGINT (SIGnal INTelligence, intelligenza elettronica) della marina militare svedese, varata nel 1984 e basata nel porto di Karlskrona; la sua sigla iniziante per A la contraddistingue come nave ausiliaria secondo la classificazione NATO, pur non facendo parte la Svezia dell'Alleanza Atlantica.
La nave è stata costruita con un notevole apporto da parte della National Security Agency statunitense.  Nel novembre 1985 la nave è stata speronata da un dragamine sovietico per essersi avvicinata troppo ad una esercitazione navale sovietica. Nel 1998 la Orion è stata oggetto di un falso allarme bomba, che ebbe una larga eco nei giornali svedesi. La nave è equipaggiata da militari della marina svedese, e da personale del Installazione Radio della Difesa Nazionale (Försvarets radioanstalt, FRA la sigla in svedese). HSwMS Orion appartiene alla 1ª Divisione Sottomarini. La Orion condivide il progetto dello scafo con la nave Fiskeriverkets Argos, un vascello di controllo della pesca.

## Sostituzione
Il 22 aprile 2010 il governo svedese ha approvato la acquisizione di una nuova nave per rimpiazzare la HMS Orion, poiché non risponde più alle attuali regole della sicurezza in mare.